# Nieuwegracht (Utrecht)

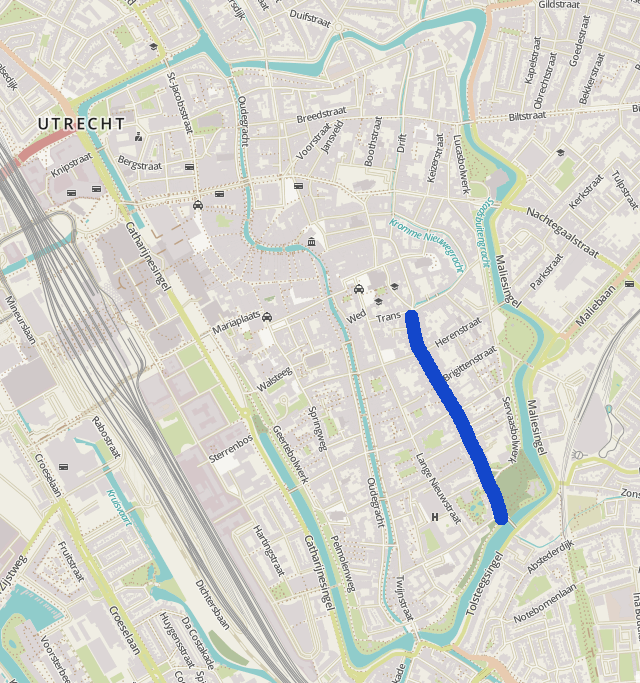
Locatie van de Nieuwegracht in Utrecht

De Nieuwegracht is een van de bekendste grachten in de binnenstad van de Nederlandse stad Utrecht. Het is ook de naam voor de twee straten aan weerszijden van deze gracht. Karakteristiek zijn de vele monumentale grachtenpanden, de werfkelders, werven met bomen, en bruggen.

## Geschiedenis
Zoals de naam al zegt is de Nieuwegracht nieuwer dan de Oudegracht, de bekendste gracht in Utrecht. De gracht werd tussen 1390 en 1393 samen met de Kromme Nieuwegracht, de Drift en de Plompetorengracht gerealiseerd door een weinig bebouwd gebied binnen de stadsmuren, waarschijnlijk om de ontwatering van het gebied te verbeteren als voorbereiding op de aanleg van de bebouwing. Het westelijk deel van de Nieuwegracht tussen de Pausdambrug en Paulusbrug had tot 1890 de straatnaam Runnebaan. In de 17e eeuw dacht men namelijk dat op deze plek een Romeinse renbaan lag. De straatnaam bleef ook na 1890 in de volksmond nog in gebruik.
Net als de Oudegracht heeft de Nieuwegracht vrijwel over de hele lengte de voor Utrecht zo typerende werven en werfkelders. Alleen de oostzijde van het meest zuidelijke stuk, naast het Servaasbolwerk, heeft geen bebouwing en ook geen werfmuur of werven. De oever loopt hier door middel van een talud af naar het water van de gracht. Waarschijnlijk zijn de werken hier nooit volledig voltooid. Ook andere stukken werf zijn alleen voorzien van een muur maar hebben geen werfkelder.

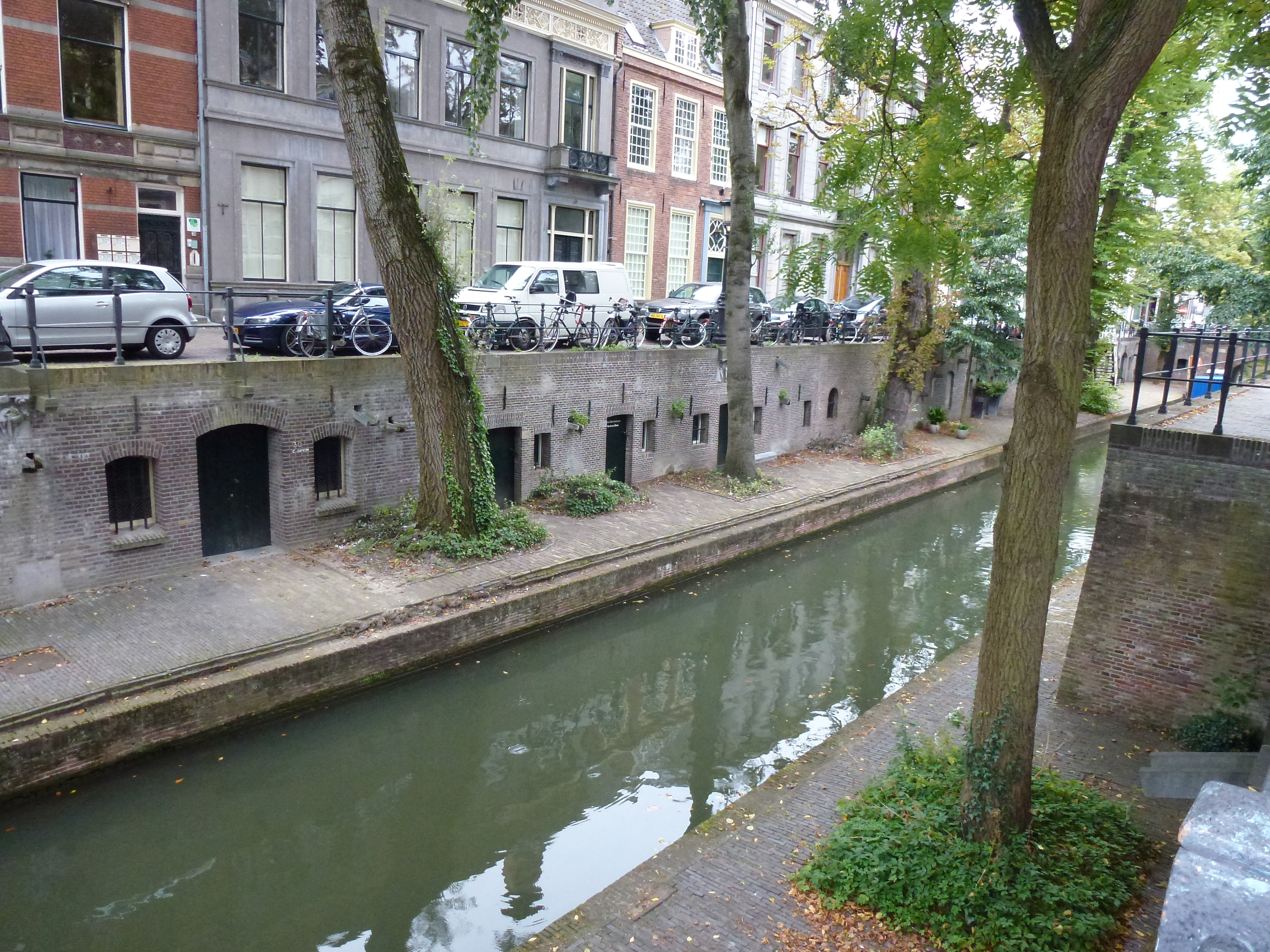
Deel van de Nieuwegracht ter hoogte van nummer 30
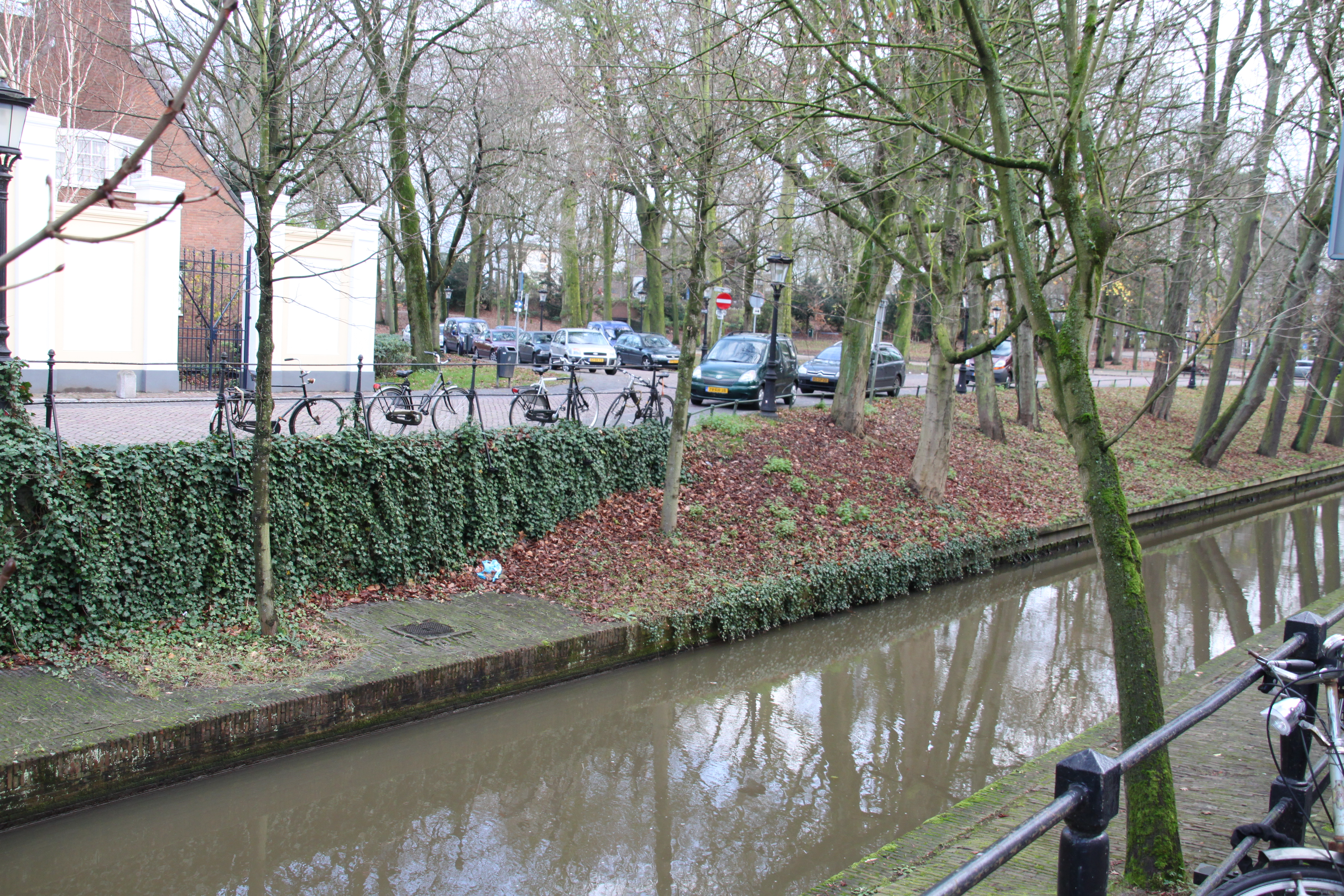
Bij het Servaasbolwerk is geen werf of walmuur,[3] maar een talud met beschoeiing.

## Bebouwing
Er zijn aan de gelijknamige straat langs de Nieuwegracht, in tegenstelling tot de Oudegracht, vrijwel geen winkels te vinden. Meer dan 100 monumentale grachtenpanden bepalen het beeld van de straat, die ondanks zijn ligging in de oude binnenstad normaal gesproken erg rustig is.
Dicht bij het zuidelijke uiteinde van de gracht, waar deze in verbinding staat met de Stadsbuitengracht, ligt het bolwerk Sonnenborgh, waar de Museum-Sterrenwacht Sonnenborgh is gevestigd. De noordzijde wordt gevormd door de Pausdam, waaraan het Paushuize is gelegen. De Pausdam vormt ook het kruispunt met de Trans, Achter de Dom, Achter Sint Pieter en Kromme Nieuwegracht.
Op de hoek van de Trans en Nieuwegracht staat de voormalige Oranjesociëteit "Sic Semper" (Moge het altijd zo blijven), ontworpen door de Utrechtse architect P.J. Houtzagers. Deze sociëteit is reeds sinds 1775 op deze plek gevestigd. Het huidige gebouw in neogotische stijl stamt uit 1890. Aan de Nieuwegracht is verder onder andere de Utrechtse Volksuniversiteit te vinden.
Vanaf omstreeks 1529 was bijna drie eeuwen lang het Catharijnegasthuis aan de gracht gevestigd en van 1888 tot 1999 het Wilhelmina Kinderziekenhuis. Andere vormen van zorg aan de Nieuwegracht waren en zijn het Centraal Israëlitisch Weeshuis, de Sionskameren en de Kameren Maria van Pallaes met de eigenlijke vrijwoningen in de aansluitende Agnietenstraat.
Aan de westzijde, halverwege tussen de Trans en de Hamburgerstraat is een steegje naar het westen te vinden met de naam Hofpoort. Deze steeg is toegankelijk via een hardstenen poort uit het tweede kwart van de zeventiende eeuw. Vroeger was de poort een toegang tot het Hof van Utrecht, de provinciale rechtbank, die na de Hervorming in de voormalige Paulusabdij werd gevestigd.

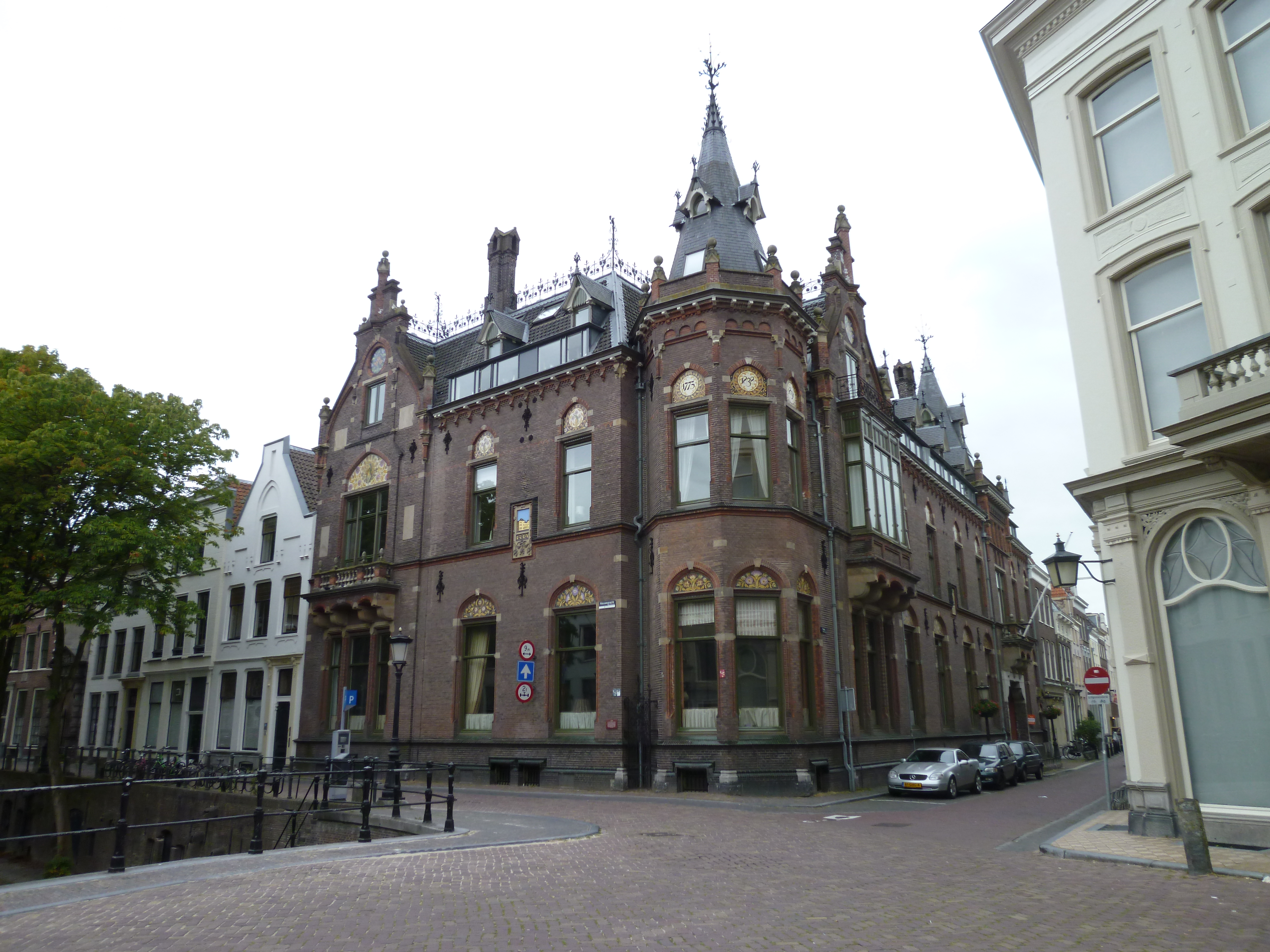
Sociëteit "Sic Semper" op de hoek met de Trans
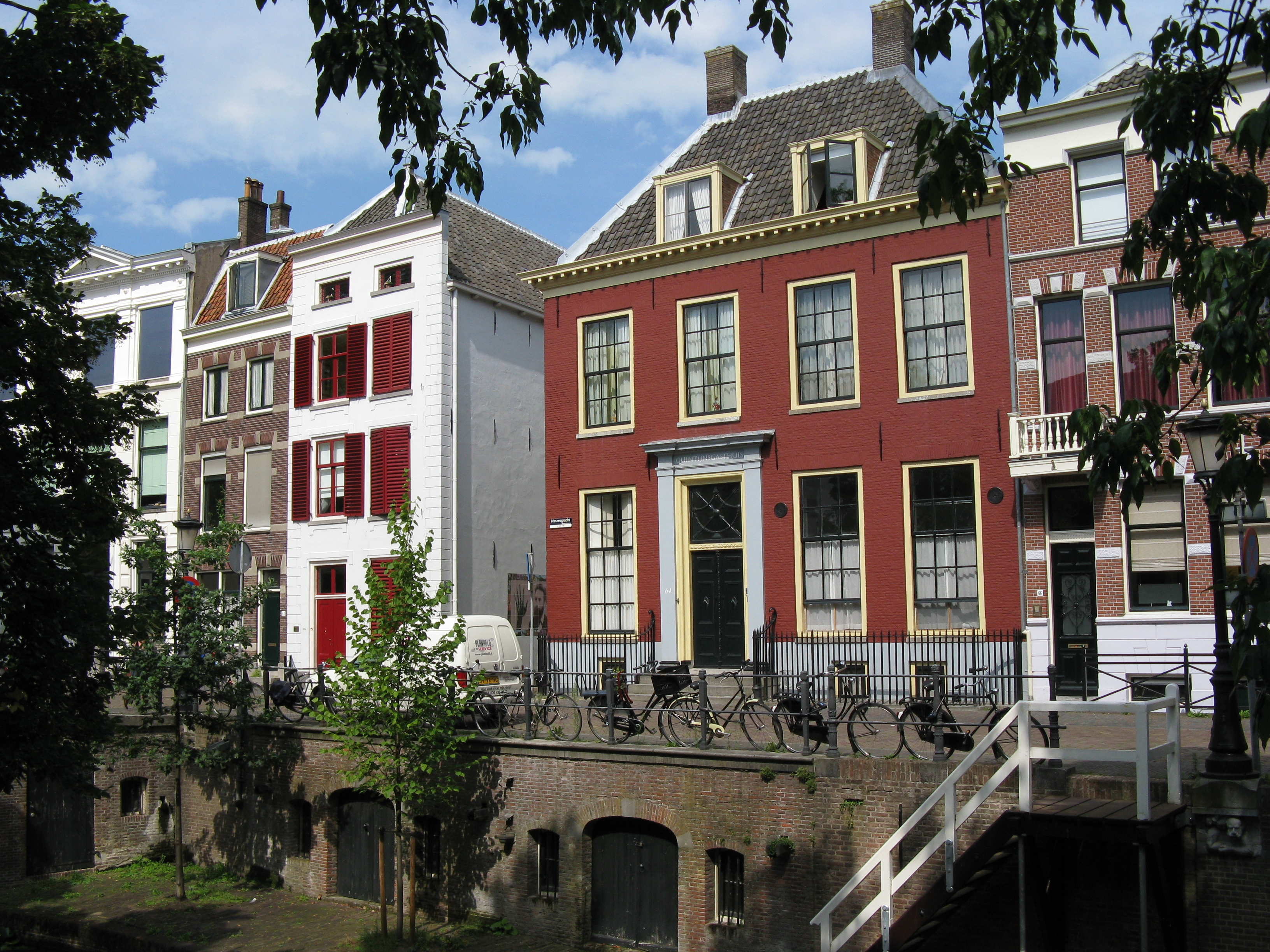
Diverse grachtenpanden aan de Nieuwegracht
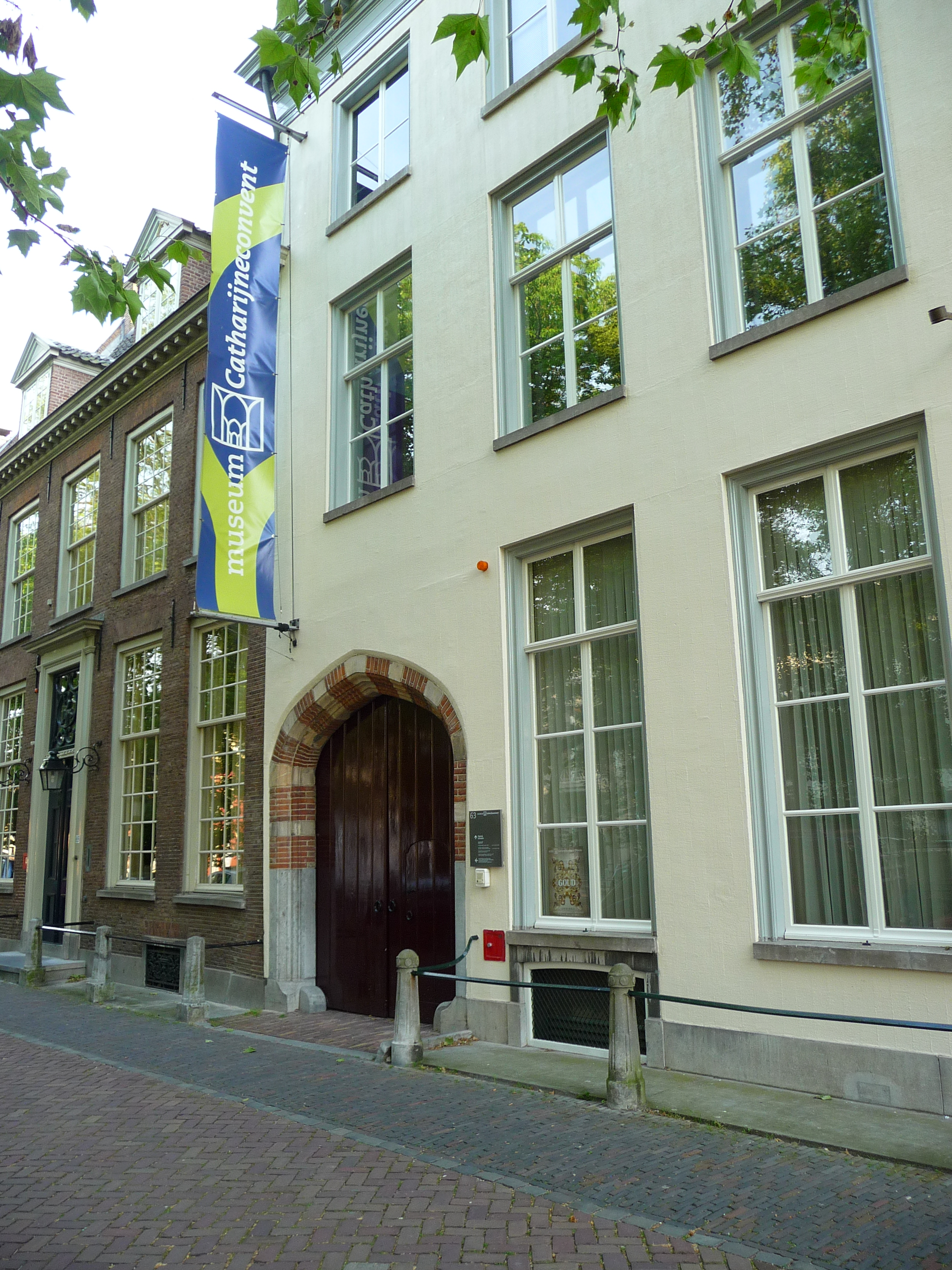
Deel van het voormalig Catharijnegasthuis, vandaag de dag onderdeel van het Museum Catharijneconvent
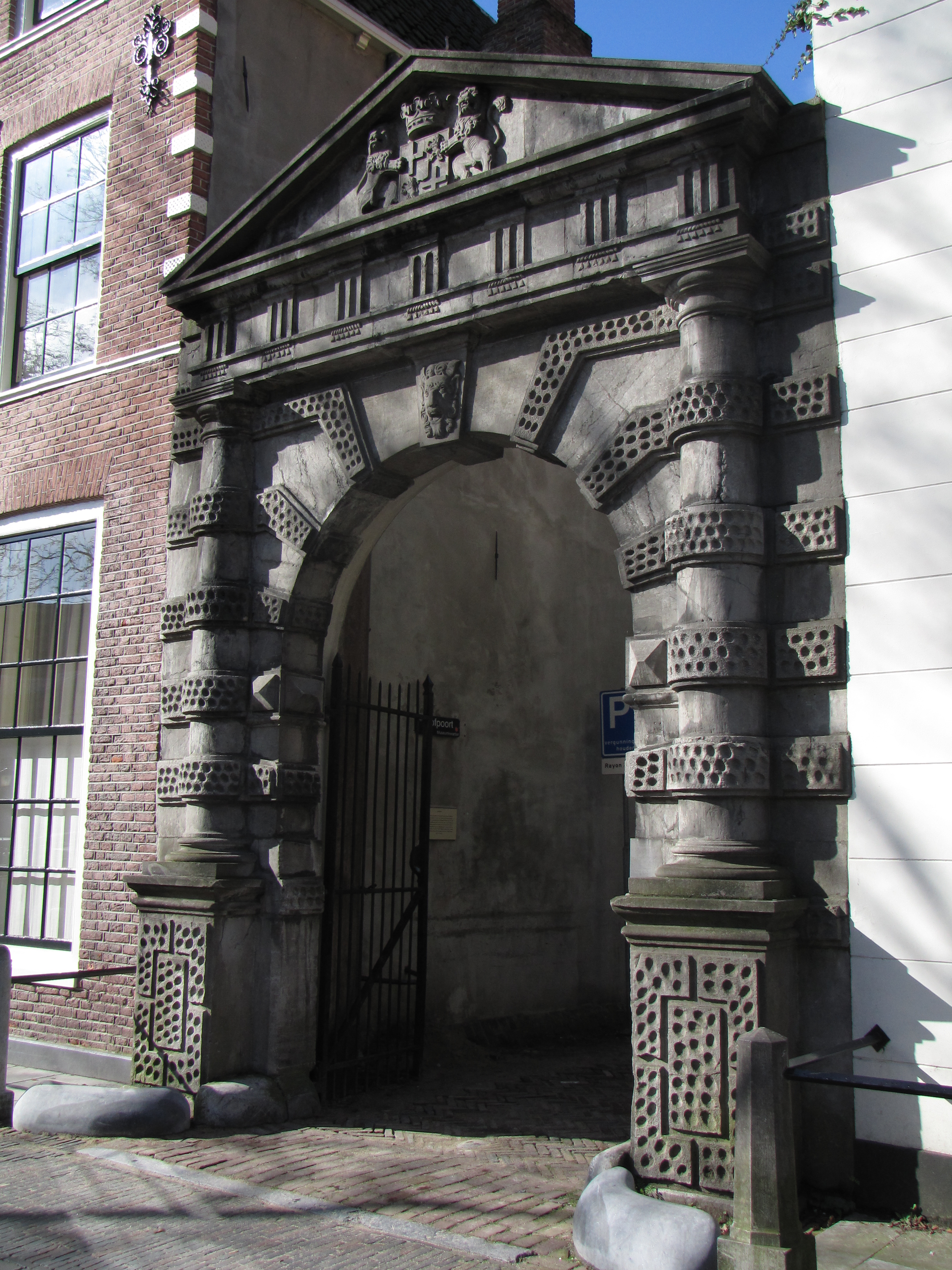
Hofpoort
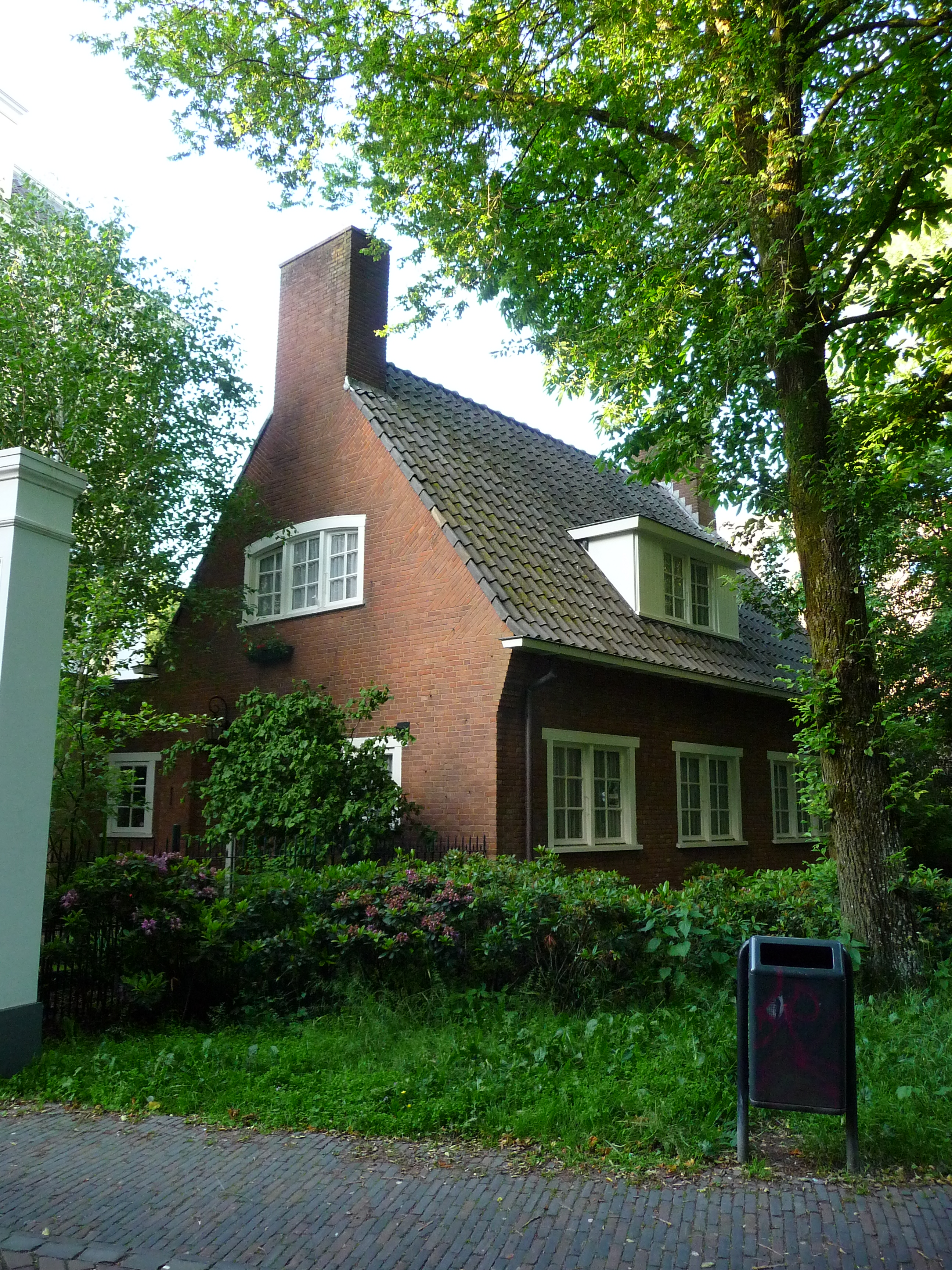
Afwijkend 19e-eeuws herenhuis aan de Nieuwegracht, gelegen bij de overgang naar het Zocherpark
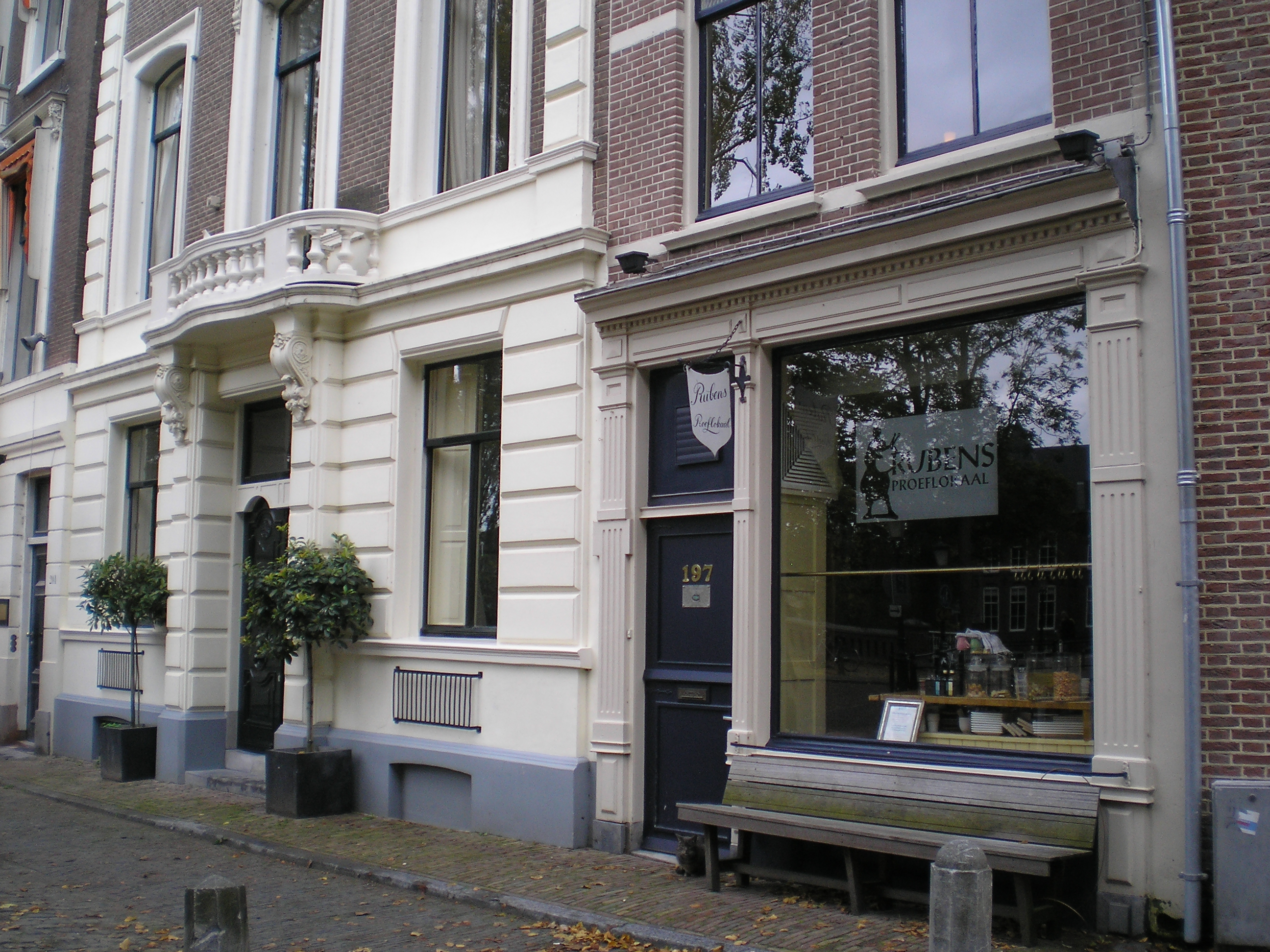
Nieuwegracht met de huizen 197-199 en 201 (waarvan de laatste twee rijksmonument zijn)

## Bruggen
Van zuid naar noord wordt de Nieuwegracht overspannen door de volgende bruggen, die alle één boog hebben:
- Servaasbrug, ter hoogte van de Agnietenstraat
- Magdalenabrug, ter hoogte van de Magdalenastraat
- Quintijnsbrug, ter hoogte van de Schalkwijkstraat
- Brigittenbrug, ter hoogte van de Brigittenstraat
- Paulusbrug, ter hoogte van de Hamburgerstraat/Herenstraat
- Pausdambrug, ter hoogte van de Trans/Pausdam

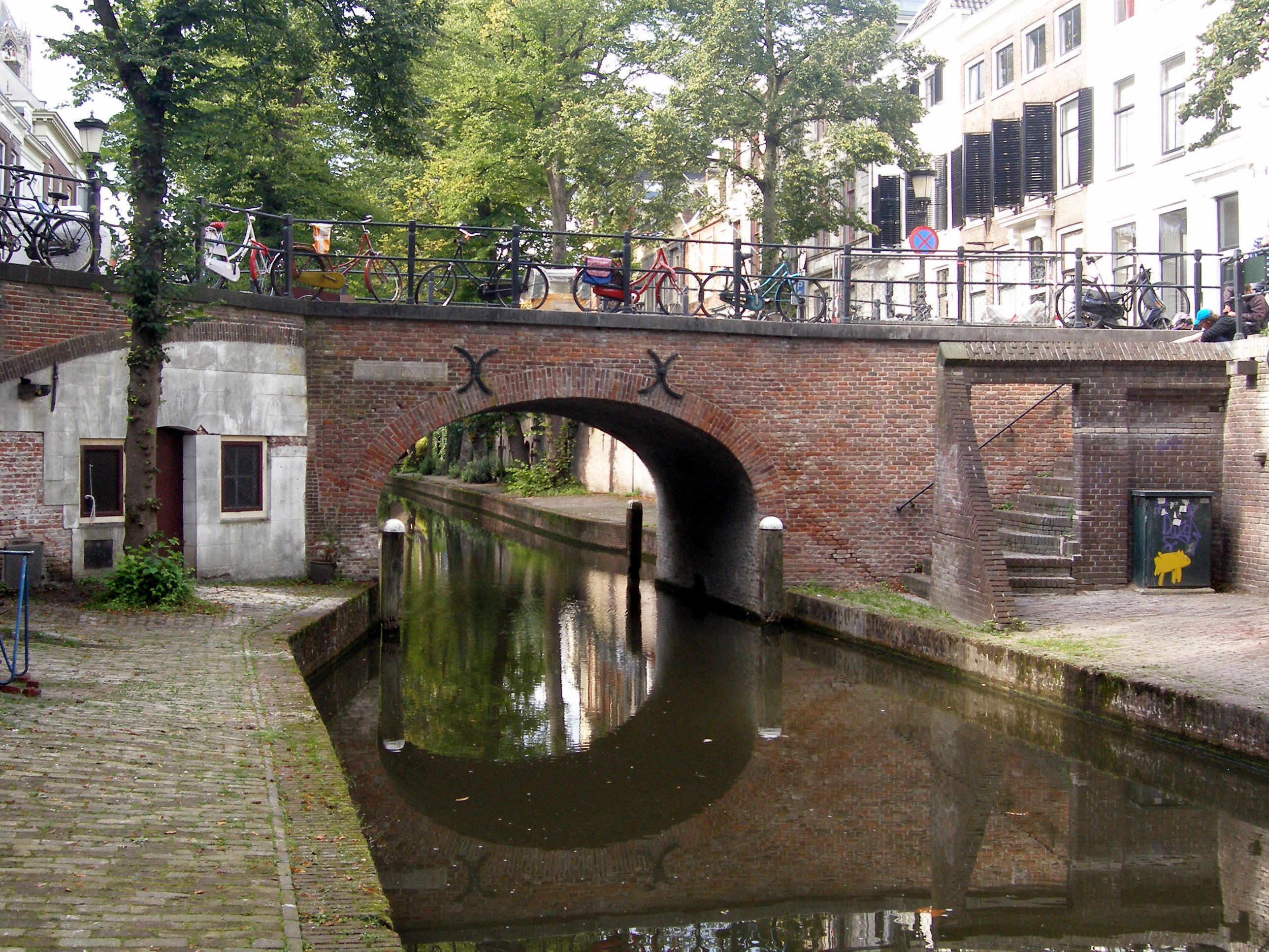
Brigittenbrug met brugkelders
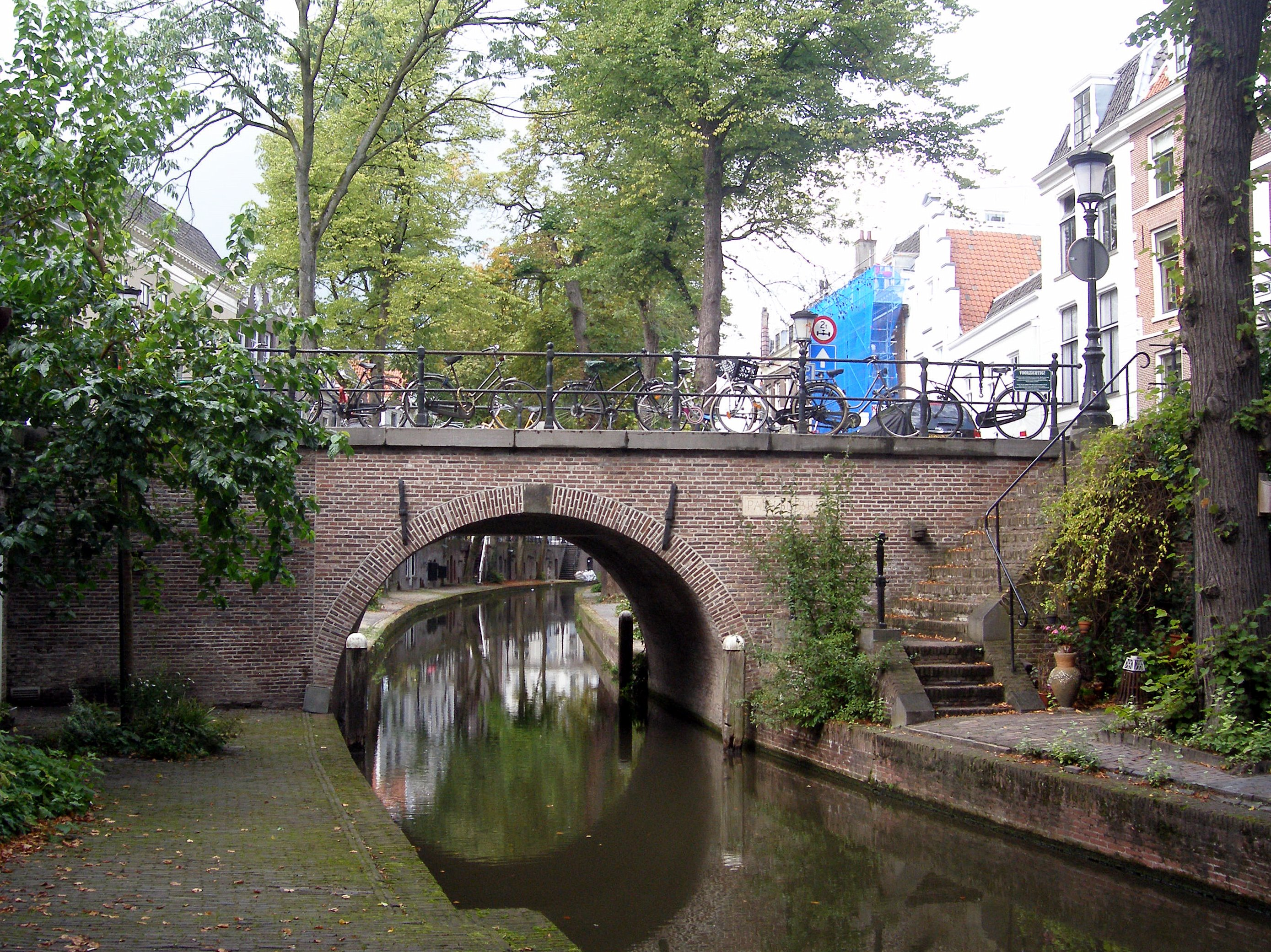
De Paulusbrug

## Straatmeubilair en groen
De lantaarnpalen langs de gracht zijn (replica's van) uit circa 1875 daterende gietijzeren gaslantaarns. De lampenkappen daarvan zijn aangepast door de kunstenaar Pyke Koch. Een groot aantal gebeeldhouwde consoles is hieronder aangebracht als een vorm van openbaar kunstbezit. Werftrappen geven vanaf de hogergelegen straat toegang tot de werven met de werfkelders.
Op de werven bevinden zich, evenals bij de Oudegracht en Kromme Nieuwegracht, vele bomen. Diverse bomen zijn monumentaal. Van een aantal bomen wordt (anno 2010) kap overwogen, vooral wegens restauratie van gedeeltes op en langs de werf. Het meest zuidelijke deel van de Nieuwegracht loopt over in het langs de Stadsbuitengracht gelegen Zocherpark. Tevens ligt in het zuidelijke deel de Oude Hortus, een in 1723 ontstane botanische tuin tussen de Nieuwegracht en Lange Nieuwstraat.

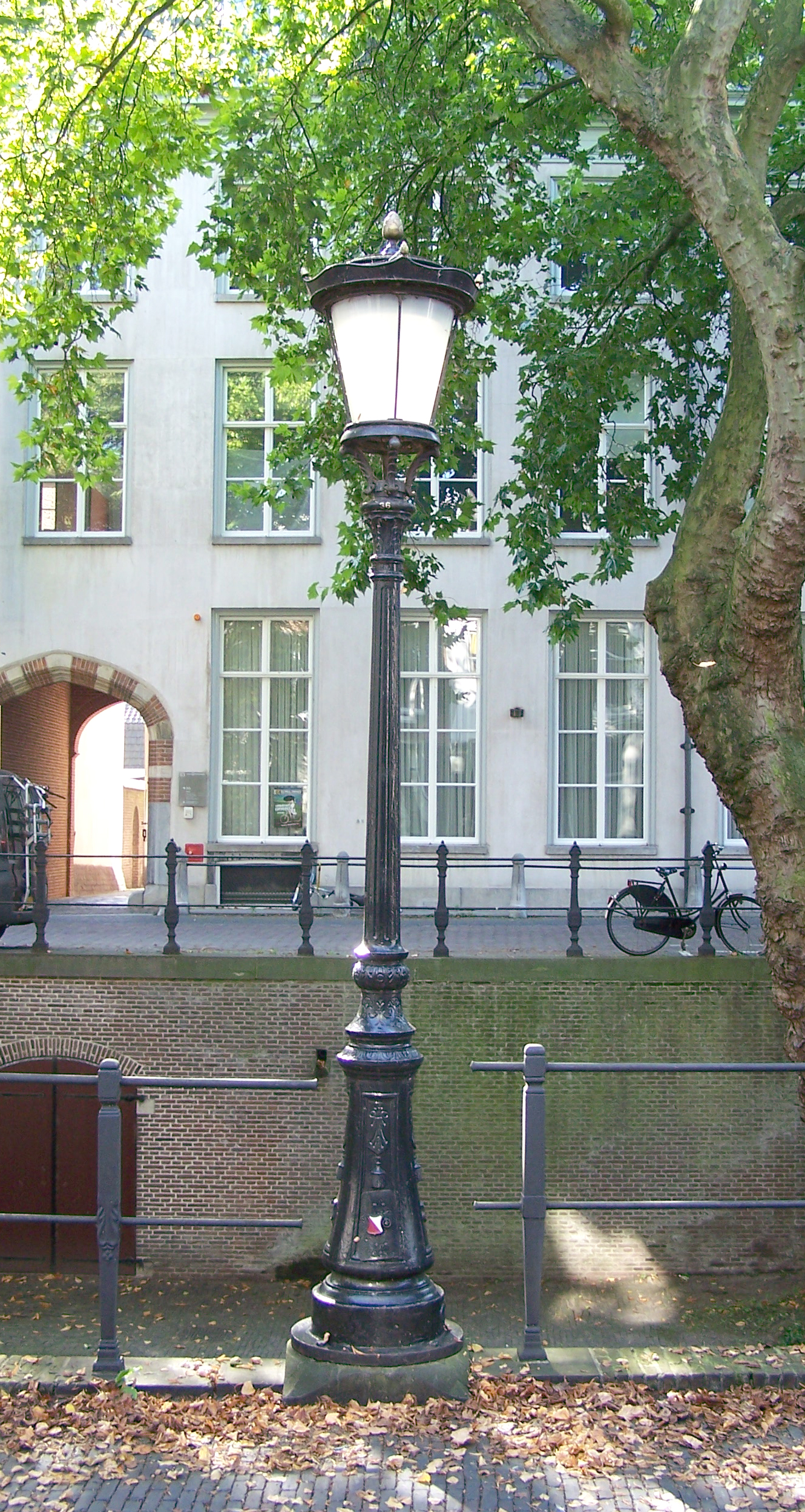
Lantaarnpaal
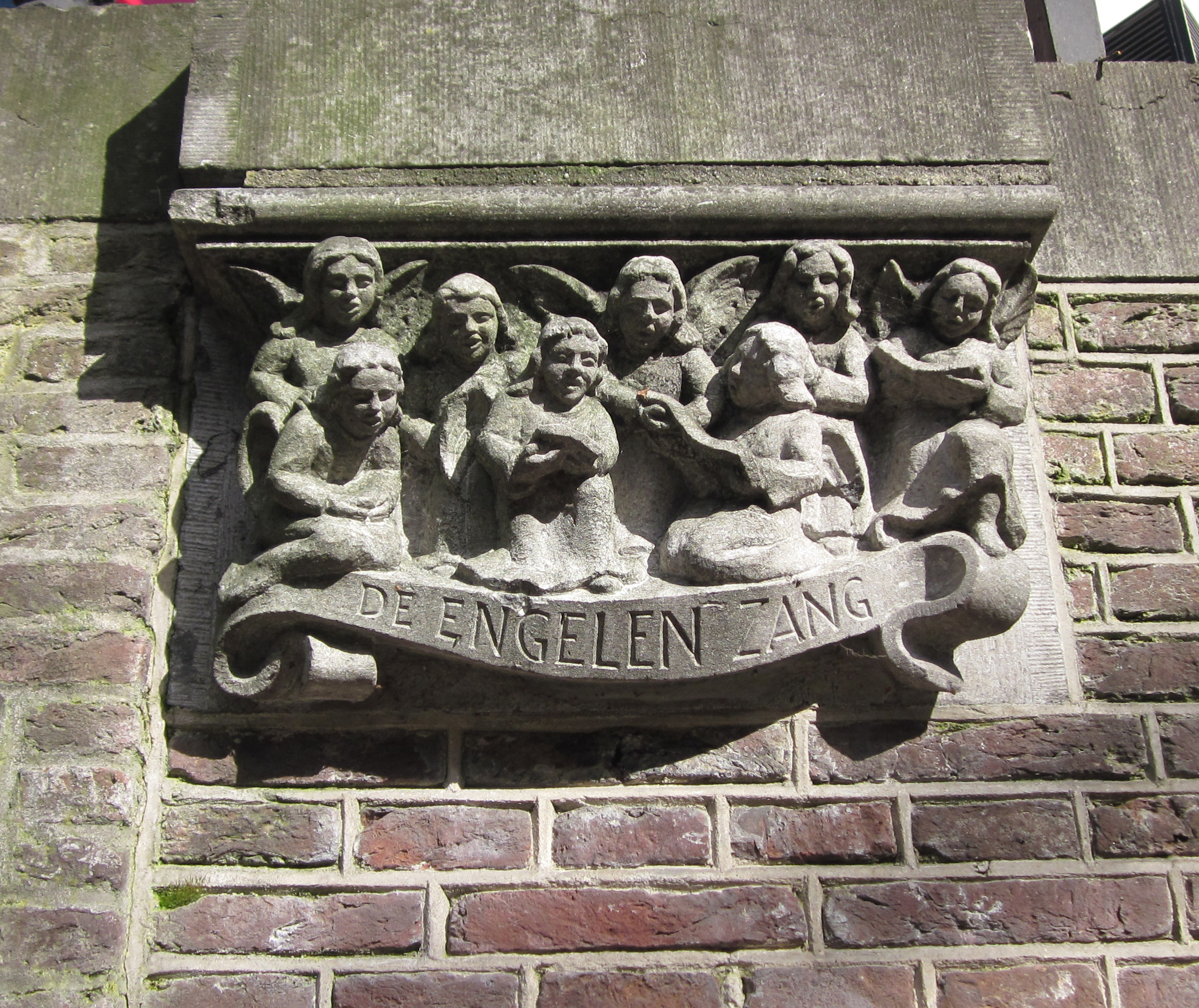
Gebeeldhouwde lantaarnconsole
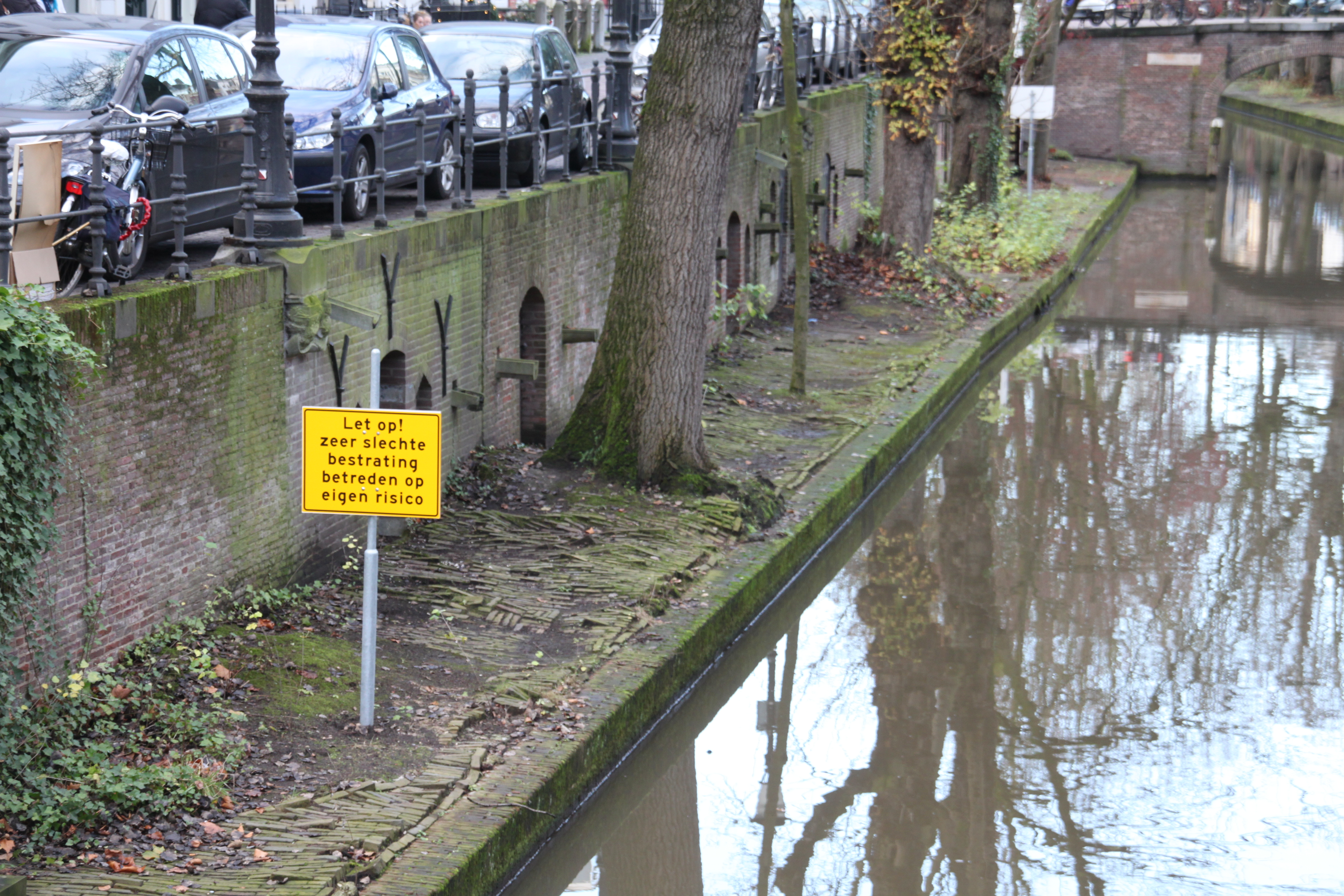
Een deel van de werven is anno 2009 in zeer slechte staat. In verband met restauratie wordt overwogen een deel van de bomen te kappen.

## Varia
- De Nieuwegracht figureert in een spotje van de "Nederland leeft met water"-campagne.
- De natuurkundige Wilhelm Röntgen heeft gewoond op de hoek van de Nieuwegracht en de Schalkwijkstraat.
- Tijdens de Tweede Wereldoorlog had de verzetsgroep Oranje Vrijbuiters hier zijn hoofdkwartier.